# Calumet (Michigan)
Calumet is een plaats (village) in de Amerikaanse staat Michigan, en valt bestuurlijk gezien onder Houghton County.
De plaats was ooit het centrum van de kopermijnbouw in Michigan. Op 24 december 1913 vond in Calumet een tragedie plaats. Stakende mijnwerkers waren bijeen voor een kerstfeest toen iemand "Brand" riep en een stampede uitbrak. Daarbij vielen 73 doden.

## Demografie
Bij de volkstelling in 2000 werd het aantal inwoners vastgesteld op 879.
In 2006 is het aantal inwoners door het United States Census Bureau geschat op 803, een daling van 76 (-8,6%).

## Geografie
Volgens het United States Census Bureau beslaat de plaats een oppervlakte van
0,5 km², geheel bestaande uit land.

## Plaatsen in de nabije omgeving
De onderstaande figuur toont nabijgelegen plaatsen in een straal van 12 km rond Calumet.

## Geboren in Calumet (Michigan)
- James Tolkan (1931), filmacteur